# Joannes Haraldi
Joannes Haraldi, död 1572 i Skedevi församling, Östergötlands län, var en svensk präst.

## Biografi
Joannes Haraldi blev 1540 kollega vid Linköpings trivialskola och 1555 kyrkoherde i Risinge församling. Han var tvungen att byta församling, då församlingen motsattes sig den protestantiska läran. Joannes Haraldi blev 1559 kyrkoherde i Regna församling och Skedevi församling. Den 25 januari 1569 skrev han under riksdagsbeslutet 1569 i Stockholm. Han avled 1572 i Skedevi församling.

### Familj
Joannes Haraldi var  gift och fick sonen kyrkoherden Jacobus Joannis i Skedevi församling.